# سرگین‌چرخان‌واران
سرگین‌چرخان‌واران یا سرگین‌غلتان‌واران  یا اسکارابااویدئا یا گی تورن (نام علمی: Scarabaeoidea) نام یک بالاخانواده از زیرراسته سوسک‌های همه‌چیزخوار است.